# Rose Hill (hrabstwo Fairfax)
Rose Hill – jednostka osadnicza w Stanach Zjednoczonych, w stanie Wirginia, w hrabstwie Fairfax.